# Caecognathia albescenoides
Caecognathia albescenoides är en kräftdjursart som först beskrevs av Menzies 1962.  Caecognathia albescenoides ingår i släktet Caecognathia och familjen Gnathiidae. Inga underarter finns listade i Catalogue of Life.